# 이상일 (축구 선수)
이상일(1979년 5월 25일 ~ )은 대한민국의 은퇴한 축구 선수이며 선수 시절 포지션은 미드필더이다.

## 클럽 경력

### 벨기에 프로 리그
이리고등학교, 중앙대학교를 거쳐 2000년 KSK 베베런에 입단한 뒤 2군팀에서 활동하다가 같은 해 11월 1군팀으로 승격했고 로열 앤트워프와의 리그 경기 MVP 수상, KAA 헨트와의 경기에서의 벨기에 리그 데뷔골 등 베베런의 주전으로 활약했으나 갑자기 불거진 타팀으로의 이적설로 인해 코치진과의 관계가 얼어붙으면서 2000-01 시즌 종료 후 베이르스홋 AC로 이적했다.
그러나 베이르스홋 이적 후 별다른 활약을 보이지 못했고 설상가상으로 주전 경쟁 탈락과 부상으로 인해 리그 8경기 출전에 그치면서 결국 시즌 종료 후 유럽 리그 생활을 마무리했으며 결국 이 여파로 대한민국 축구 국가대표팀에 한번도 발탁되지 못한 것은 물론 자국에서 열린 2002년 FIFA 월드컵에도 출전하지 못했다.

### 대구 FC
베이르스홋에서의 주전 경쟁 탈락과 부상의 아쉬움을 뒤로 한 채 2003년 K리그1 신생팀인 대구 FC에 입단한 이후 팀의 주장을 역임했던 2006 시즌까지 4시즌동안 대구의 주축 미드필더로 활약하며 3번의 FA컵 8강 진출의 성과를 이끌었다.

### 전남 드래곤즈
2006 시즌 종료 후 전남 드래곤즈로 이적하여 2008 시즌까지 2시즌동안 전남의 미드필더로 활약하며 2007년 FA컵 우승, 2008년 리그컵 준우승, 2회 연속 AFC 챔피언스리그 본선 진출을 이끌었다.

### 광저우 시티
2008 시즌을 마친 후 김은중 전 U-20 대표팀 감독과 함께 중국 슈퍼리그의 광저우 시티로 이적했고 2010 시즌을 끝으로 10년간의 현역 생활을 마감했다.

## 수상

### 클럽
전남 드래곤즈
- FA컵 : 우승 (2007)
- 리그컵 : 준우승 (2008)